# أوستين لاك
أوستين لاك (بالإنجليزية: Austen Lake)‏ هو صحفي أمريكي، ولد في 23 مايو 1895، وتوفي في 9 يونيو 1964.